# Лорд Эмсворт
Кларенс Трипвуд, 9-й граф Эмсвортский, виконт Бошем или лорд Эмсворт — персонаж цикла романов и коротких рассказов о Бландингском замке, известного английского писателя-юмориста П. Г. Вудхауза, добрый и весьма рассеянный глава большой семьи Трипвудов. Он не желает ничего, кроме как гулять в прекрасных садах Бландингского замка, но часто сталкивается с суровой реальностью в виде его властных сестёр и семейных обязанностей.

## Происхождение
Лорд Эмсворт обязан своему имени городку Эмсворт в графстве Хэмпшир, где Вудхауз бывал в молодости; впервые он посетил Эмсворт в 1903 году, навещая нового знакомого Херберта Уэстбрука. Уэстбрук работал в местной школе и Вудхауз также упоминает о ней в романе 1909 года «Майк» как о месте, где учился Майк до поступления в школу Рикин. Вудхауз был дружен с директором школы, мистером Болдуином, и предположительно, влюблен в его сестру, Эллу Кинг-Холл, так или иначе в течение 10 лет, до 1913 года школа в Эмсворте была его домом. Он снимал там коттедж «Трипвуд», за которым в его отсутствие присматривала его приятельница Лили Баронет.
Имя «Лорд Эмсворт» впервые появилось в коротком рассказе «The Matrimonial Sweepstakes», версии «The Good Angel», опубликованной в журнале Космополитен, в Америке в феврале 1910. «The Good Angel», вошедший в сборник «The man upstairs» («Сосед сверху» или «Соседи»), упоминания об Эмсворте уже не содержит, теперь там появляется некий лорд Стокли.

## Жизнь и характер
Худой, высокий, лысоватый, сутулый, с тонкими чертами лица и рассеянным кротким взором, лорд Эмсворт обычно одет в мешковатые штаны, охотничью куртку с продранными локтями, шляпу и шлепанцы, то есть похож на сына и внука бесприютных бродяг. Носит пенсне на шнурке, что не мешает ему его время от времени терять.
В первых книгах лорду Эмсворту около 50, и хотя между изданиями прошло очень много лет (1915—1969), лорд Эмсворт, да и остальные, почти не изменились, и между событиями романов прошло никак не больше 15 лет (скорее — меньше).
Последний раз он «мыслил быстро летом 1874 года, когда услышал шаги своего отца, приближающиеся к сеновалу, где он, пятнадцатилетний подросток, курил свою первую сигару»; любит скромно похвастать, что за двадцать с лишним лет неизменно отсыпал свои полные восемь часов.
После смерти жены, задолго до того, как мы познакомились с ним, он старательно избегает женщин. «Конечно, совсем не избежишь, они вечно откуда-то берутся, но прыть он обрел и с большим успехом исчезал, как нырнувшая утка. Близкие давно смирились с тем, что девятый граф — не дамский угодник, а если дама захочет от него вежливости, пусть пеняет на себя». По утверждению Галли когда-то лорд Эмсворт чуть не женился на Дафне Литтлвуд, хотя сам лорд этого не помнит. И в романе «Перелетные свиньи» он влюбляется в Моди Стаббз, племянницу Биджа, которая находится в замке под видом миссис Бенбери.
У лорда Эмсворта десять сестер (одна покойная), два брата (один покойный), два сына, дочь и множество родственников со стороны сестер и брата.
Ненавидит произносить речи на собраниях, для чего ему нужно элегантно одеваться и ненавидит ездить в Лондон.
Большинство проблем ему приносит одна из его самых властных сестер — леди Констанс, которую постоянно выводит из себя его эксцентричный внешний вид и рассеянность, и его младший сын Фредди, с которым лорд Эмсворт, как и другие отцы его положения, решительно не знает, что делать. Лорд Эмсворт счастлив когда в конце концов Фредди женится на Агги Дональдсон и уезжает жить в Америку.

## Деятельность
Лорд Эмсворт пытается избежать обязанностей хозяина Бландинга, обычно напоминать о них призваны его секретари, среди которых в разное время были Хьюго Кармоди, Монти Бодкин, Псмит и другие, но самый известным и наименее любимым был Руперт Бакстер, превращавший жизнь своего хозяина в сущий кошмар.
Любимые развлечения Кларенса — наблюдать за своей свиньей Императрицей Бландингской и копаться в саду, споря с садовниками, особенно с Ангусом Макаллистером или со своими свинарями — Бурбоном, Пербрайтом или Моникой Симмонс.
Лорд Эмсворт получил первый приз за розы на выставке цветов в Шрусбери в тот самый год, когда отец Псмита получил приз за тюльпаны. Постоянный участник Шропширской сельскохозяйственной выставки. Получил первый приз за свою тыкву. Три года подряд получал главный приз за Императрицу, вырывая победу из рук соседа сэра Грегори Парслоу-Парслоу и его свиньи Королевы Матчингема.
В ненастные дни любит сидеть в библиотеке и читать книги о свиноводстве, особенного книгу писателя Уиффла (или Уиппла) «Уход за свиньей». Также лорду Эмсворту нравится проводить время в музее замка. Любит купаться на рассвете в озере, имеет слабость к медицине, любит лечиться, чаще лечит других, «но если иначе нельзя, лечится и сам».

## Книги
Сага о замке Бландинг состоит из 11 романов и 9 рассказов. Лорд Эмсворт присутствует во всех, но именно в рассказах ему уделена главная роль.

## Актеры
- Хорас Ходжес в роли лорда Эмсворта в немой экранизации 1933 «Летняя гроза» (англ. «Summer Lightning»).
- Ральф Ричардсон в роли лорда Эмсворта в экранизации BBC 6 рассказов о замке Бландинг, транслировавшихся в 1967 (на данный момент в архиве осталась только одна экранизация, по мотивам рассказа «Лорд Эмсворт и его подружка» (англ. «Lord Emsworth and the Girl Friend»).
- Питер О'Тул сыграл лорда Эмсворта в экранизации BBC 1995 года романа «Задохнуться можно» (англ. «Heavy Weather»).
- Тимоти Сполл в роли лорда Эмсворта в сериале ВВС 2013—2014 годов «Замок Бландингс» (англ. «Blandings»).